# Trion
Trion es un pueblo ubicado en el condado de Chattooga en el estado estadounidense de Georgia. En el censo de 2000, su población era de 1.993.

## Demografía
En el 2000 la renta per cápita promedia del hogar era de $30,107, y el ingreso promedio para una familia era de $37,548. El ingreso per cápita para la localidad era de $17,098. Los hombres tenían un ingreso per cápita de $26,774 contra $20,524 para las mujeres.

## Geografía
Trion se encuentra ubicado en las coordenadas 34°32′38″N 85°18′38″O / 34.54389, -85.31056 (34.543802, -85.310633)
Según la Oficina del Censo, la localidad tiene un área total de 10,3 km² (4 mi²), de la cual 10,3 km² (4 mi²) es tierra y 0 km² (0 mi²) (0.00%) es agua.